# 伊氏鸚嘴魚
伊氏鸚嘴魚，為輻鰭魚綱鱸形目隆頭魚亞目鸚哥魚科的其中一種；分布於西大西洋區，從美國佛羅里達州至南美洲北部海域，棲息深度3公尺-25公尺，體長可達35公分，棲息在水淺清澈的珊瑚礁及岩石海域，可做為食用魚及觀賞魚，有雪卡魚中毒的報告。